# Hrabstwo Mono
Hrabstwo Mono (ang. Mono County) – hrabstwo w stanie Kalifornia w Stanach Zjednoczonych. Obszar całkowity hrabstwa obejmuje powierzchnię 3131,80 mil² (8111,32 km²). Według szacunków United States Census Bureau w roku 2009 miało 12 927 mieszkańców.
Hrabstwo powstało w 1861 roku. Na jego terenie znajdują się:
- miejscowości – Mammoth Lakes,
- CDP – Aspen Springs, Benton, Bridgeport, Chalfant, Coleville, Crowley Lake, June Lake, Lee Vining, McGee Creek, Mono City, Paradise, Sunny Slopes, Swall Meadows, Topaz, Walker.